# Jason Mayélé
Jason Mayélé (* 4. Januar 1976 in Kinshasa; † 2. März 2002 in Bussolengo) war ein kongolesischer Fußballspieler.

## Vereinskarriere
Mayélé verbrachte seine Kindheit in Zaire, der heutigen Demokratischen Republik Kongo, bis er 1985 nach Frankreich übersiedelte. Dort begann er das Fußballspielen, versuchte sich aber auch in den Sportarten Boxen und Basketball. Nach einer Station bei einem kleinen Verein aus Brunoy wurde der Spieler 1994 vom Zweitligisten LB Châteauroux unter Vertrag genommen. Bereits in seiner ersten Saison kam er zu regelmäßigen Einsätzen und konnte im Verlauf der Spielzeit 1996/97 zum Stammspieler avancieren. An deren Ende gelang ihm zugleich der Aufstieg in die höchste französische Spielklasse. Nach dem direkten Wiederabstieg 1998 entschied sich Mayélé für einen Wechsel ins Ausland und unterschrieb beim italienischen Erstligisten Cagliari Calcio. In Cagliari auf Sardinien blieb er zunächst Stammspieler, stieg mit der Mannschaft 1999 jedoch in die zweite Liga ab und büßte daraufhin seinen Stammplatz ein. Auch wenn er weiterhin auf regelmäßige Einsätze kam, nahm der Kongolese im Oktober 2001 das Angebot zu einem Wechsel zum Erstligisten Chievo Verona an. In Verona erhielt er zwar keinen Stammplatz, lief aber als Joker häufig für die Mannschaft auf. Sein letztes Ligaspiel bestritt er am 17. Februar 2002 bei einem 1:1 gegen Lazio Rom.

## Nationalmannschaft
Der Spieler wurde 2000, und damit nach seinem Wechsel zu Cagliari, erstmals für die Nationalmannschaft seines Heimatlandes Kongo berücksichtigt. Dabei war er im ersten Jahr als Torjäger erfolgreich, wobei ihm in fünf Partien fünf Treffer gelangen. Für die Afrikameisterschaft 2002 wurde er in den Kader berufen, erreichte mit der Auswahl das Viertelfinale und stand bei drei von vier Partien auf dem Platz. Ein Tor erzielen konnte Mayélé, der insgesamt zehn Länderspiele bestritt, bei dem Turnier allerdings nicht.  

## Tod
Mayélé war kurz nach der Afrikameisterschaft bereits wieder in den italienischen Spielbetrieb zurückgekehrt, als er am 2. März 2002 in Vorbereitung des Ligaspiels gegen den FC Parma am selben Abend mit dem Auto auf dem Weg zum Trainingsgelände war. Dabei verlor er die Kontrolle über seinen Wagen, der ein anderes Auto erfasste, in dem ein Mensch starb und ein weiterer schwer verletzt wurde. Mayélé war ebenfalls schwer verletzt und wurde mit dem Hubschrauber ins Krankenhaus von Bussolengo gebracht, wo er wenig später starb. Aufgrund seines Todes wurde das geplante Ligaspiel gegen Parma abgesagt und zu einem späteren Zeitpunkt ausgetragen.